# تصفيات كأس آسيا 2015
تصفيات كأس آسيا 2015 كانت عملية تأهيل ينظمها الاتحاد الآسيوي لكرة القدم لتحديد الفرق المشاركة في كأس آسيا 2015. تضمن كأس آسيا 2015، الذي استضافته أستراليا، 16 فريقاً.
في النظام الأول، حددت عشرة بطاقات بواسطة مباريات التأهل، في حين خصصت ست بطاقات لما يلي:
- المضيفة (أستراليا)
- أصحاب المراكز الثلاثة الأولى في كأس آسيا 2011 (اليابان، أستراليا، و‌كوريا الجنوبية)
- فائز كأس التحدي الآسيوي 2012 (كوريا الشمالية)
- فائز كأس التحدي الآسيوي 2014 (فلسطين)

كون أستراليا الدولة المضيفة حلت أيضًا بالمركز الثاني في كأس آسيا 2011، تم تخفيض بطاقات التأهل التلقائي الـ6 الأولى إلى 5، مع تحديد ما مجموعه 11 بطاقة في نهاية المطاف بوسطة مباريات التأهل، الذي تنافس فيها 20 عضواً في الاتحاد الآسيوي لكرة القدم.

## الفرق المتأهلة

حالة التأهل
تأهل البلد إلى كأس آسيا
فشل البلد في التأهل

| فريق                     | طريقة التأهل                        | تاريخ التأهل   | الظهور بالنهائيات | آخر ظهور | أفضل أداء سابق                  |
| ------------------------ | ----------------------------------- | -------------- | ----------------- | -------- | ------------------------------- |
| أستراليا                 | المضيف1                             | 5 يناير 2011   | ثالث              | 2011     | الوصيف (2011)                   |
| اليابان                  | فائز كأس آسيا 2011                  | 25 يناير 2011  | ثامن              | 2011     | الفائز (1992، 2000، 2004، 2011) |
| كوريا الجنوبية           | صاحب المركز الثالث في كأس آسيا 2011 | 28 يناير 2011  | ثالث عشر          | 2011     | الفائز (1956، 1960)             |
| كوريا الشمالية           | فائز كأس التحدي الآسيوي 2012        | 19 مارس 2012   | الرابع            | 2011     | المركز الرابع (1980)            |
| البحرين                  | فائز المجموعة د                     | 15 نوفمبر 2013 | خامس              | 2011     | المركز الرابع (2004)            |
| الإمارات العربية المتحدة | فائز المجموعة ر                     | 15 نوفمبر 2013 | تاسع              | 2011     | الوصيف (1996)                   |
| السعودية                 | فائز المجموعة ج                     | 15 نوفمبر 2013 | تاسع              | 2011     | الفائز (1984، 1988، 1996)       |
| عمان                     | فائز المجموعة أ                     | 19 نوفمبر 2013 | ثالث              | 2007     | مرحلة المجموعات (2004، 2007)    |
| أوزبكستان                | وصيف المجموعة ر                     | 19 نوفمبر 2013 | سادس              | 2011     | المركز الرابع (2011)            |
| قطر                      | وصيف المجموعة د                     | 19 نوفمبر 2013 | تاسع              | 2011     | ربع النهائي (2000، 2011)        |
| إيران                    | فائز المجموعة ب                     | 19 نوفمبر 2013 | ثالث عشر          | 2011     | الفائز (1968، 1972، 1976)       |
| الكويت                   | وصيف المجموعة ب                     | 19 نوفمبر 2013 | عاشر              | 2011     | الفائز (1980)                   |
| الأردن                   | وصيف المجموعة أ                     | 4 فبراير 2014  | ثالث              | 2011     | ربع النهائي (2004، 2011)        |
| العراق                   | وصيف المجموعة ج                     | 5 مارس 2014    | ثامن              | 2011     | الفائز (2007)                   |
| الصين                    | أفضل فريق صاحب المركز الثالث        | 5 مارس 2014    | حادي عشر          | 2011     | الوصيف (1984، 2004)             |
| فلسطين                   | فائز كأس التحدي الآسيوي 2014        | 30 مايو 2014   | أول               | غ/م      | غ/م                             |

1 كما حصلت أستراليا على المركز المؤهل لوصيف كأس آسيا 2011 

## عملية التأهيل
عقت القرعة التمهيدية في ملبورن في 9 أكتوبر 2012، 18:00 ت ع م+11. وقسمت الفرق العشرين المشاركة في التصفيات إلى خمس مجموعات من أربع فرق، مع احتواء كل مجموعة على فريق واحد من كل من أوعية التصنيف التالية. وقد لعبت كل مجموعة على أساس الدوري الكامل من ذهاب وإياب. تأهل أول فريقين من كل مجموعة وأفضل فريق صاحب المركز الثالث من بين جميع المجموعات إلى النهائيات.
| الوعاء 1                                  | الوعاء 2                                                    | الوعاء 3                                   | الوعاء 4                                           |
| ----------------------------------------- | ----------------------------------------------------------- | ------------------------------------------ | -------------------------------------------------- |
| أوزبكستان · قطر · الأردن · إيران · العراق | الصين · البحرين · سوريا · الإمارات العربية المتحدة · الكويت | السعودية · عمان · تايلاند · اليمن · فيتنام | ماليزيا · سنغافورة · إندونيسيا · لبنان · هونغ كونغ |

الفرق التالية لم يدخلوا قرعة التصفيات الرئيسية، بما أنهم يصنفون «كبلدان ناشئة» تتنافس بشكل منفصل. كانت الفرق مؤهلة للتأهل إلى كأس آسيا 2015 بالفوز بكأس التحدي الآسيوي 2012 أو كأس التحدي الآسيوي 2014.
| - أفغانستان † ‡ - بنغلاديش † ‡ - بوتان † - بروناي ‡ - كمبوديا † ‡ - تايبيه الصينية † ‡ | - غوام ‡ - الهند † ‡ - قرغيزستان † ‡ - لاوس † ‡ - ماكاو † ‡ - المالديف † ‡ | - منغوليا † ‡ - ميانمار † ‡ - نيبال † ‡ - كوريا الشمالية † - جزر ماريانا الشمالية ‡ - باكستان † ‡ | - فلسطين † ‡ - الفلبين † ‡ - سريلانكا † ‡ - طاجيكستان † ‡ - تيمور الشرقية - تركمانستان † ‡ |

† داخلين إلى تصفيات كأس التحدي الآسيوي 2012

‡ داخلين إلى تصفيات كأس التحدي الآسيوي 2014

## الجدول الزمني
الجولات التالية تم تحديدها من قبل الاتحاد الآسيوي لكرة القدم من أجل تصيات كأس آسيا 2015. بما أن 15 و19 نوفمبر 2013 هي أيضًا المباريات الفاصلة القارية لكأس العالم لكرة القدم 2014، تم تخصيص عدد من الجولات البديلة.
| السنة | الجولة   | التاريخ                       |
| ----- | -------- | ----------------------------- |
| 2013  | الجولة 1 | 6 فبراير                      |
| 2013  | الجولة 2 | 22 مارس                       |
| 2013  | الجولة 3 | 15 أكتوبر                     |
| 2013  | الجولة 4 | 15 نوفمبر                     |
| 2013  | الجولة 5 | 19 نوفمبر                     |
| 2014  | بديلة    | 11، 18، 25، 31 يناير 4 فبراير |
| 2014  | الجولة 6 | 5 مارس                        |

## المجموعات
| مفتاح الألوان في جداول المجموعات                                                       |
| -------------------------------------------------------------------------------------- |
| تأهل فائزي المجموعات، أصحاب المركز الثاني، وأفضل فريق صاحب المركز الثالث إلى النهائيات |

كسر التعادل
في كل مجموعة، يتم ترتيب الفرق وفقاً للنقاط (3 نقاط للفوز، نقطة واحدة للتعادل، لا شيء للخسارة) وكسر التعادل في الترتيب التالي:
1. أكبر عدد من النقاط التي تم الحصول عليها في مباريات المجموعة بين الفرق المعنية
2. فارق الأهداف الناتج من مباريات المجموعة بين الفرق المعنية
3. أكبر عدد من الأهداف المسجلة في مباريات المجموعة بين الفرق المعنية (الأهداف الخارجية لا تنطبق)
4. فارق الأهداف في جميع مباريات المجموعة
5. أكبر عدد من الأهداف المسجلة في جميع مباريات المجموعة
6. ركلات من نقطة الجزاء إذا كان فريقين فقط معنيين، وكلاهما على ميدان اللعب؛
7. إجراء قرعة

### المجموعة أ
| فريق     | لعب | ف | ت | خ | له | عليه | ف.أ | نقاط |
| -------- | --- | - | - | - | -- | ---- | --- | ---- |
| عمان     | 6   | 4 | 2 | 0 | 7  | 1    | +6  | 14   |
| الأردن   | 6   | 3 | 3 | 0 | 10 | 3    | +7  | 12   |
| سوريا    | 6   | 1 | 1 | 4 | 7  | 7    | 0   | 4    |
| سنغافورة | 6   | 1 | 0 | 5 | 4  | 17   | −13 | 3    |

|          | الأردن | سلطنة عمان | سنغافورة | سوريا |
| -------- | ------ | ---------- | -------- | ----- |
| الأردن   | —      | 0–0        | 4–0      | 2–1   |
| عمان     | 0–0    | —          | 3–1      | 1–0   |
| سنغافورة | 1–3    | 0–2        | —        | 2–1   |
| سوريا    | 1–1    | 0–1        | 4–0      | —     |

| عمان         | 1–0   | سوريا |
| ------------ | ----- | ----- |
| المقبالي 39' | تقرير |       |

| الأردن                                          | 4–0   | سنغافورة |
| ----------------------------------------------- | ----- | -------- |
| عبد الله ذيب 18' · بني عطية 52' · هايل 55'، 74' | تقرير |          |

| سنغافورة | 0–2   | عمان                   |
| -------- | ----- | ---------------------- |
|          | تقرير | سعيد 15' · الفارسي 45' |

| سوريا      | 1–1   | الأردن     |
| ---------- | ----- | ---------- |
| صهيوني 49' | تقرير | اللحام 57' |

| سنغافورة                 | 2–1   | سوريا    |
| ------------------------ | ----- | -------- |
| خايرول 62' · غابرييل 82' | تقرير | رافع 89' |

| الأردن | 0–0   | عمان |
| ------ | ----- | ---- |
|        | تقرير |      |

| سوريا                                            | 4–0   | سنغافورة |
| ------------------------------------------------ | ----- | -------- |
| ملكي 10' · الدوني 83' · الجفال 86' · الآغا 90+1' | تقرير |          |

| سوريا | 0–1   | عمان          |
| ----- | ----- | ------------- |
|       | تقرير | الفارسي 90+1' |

| عمان | 0–0   | الأردن |
| ---- | ----- | ------ |
|      | تقرير |        |

| سنغافورة           | 1–3   | الأردن                                 |
| ------------------ | ----- | -------------------------------------- |
| خايرول 84' (ركلة.) | تقرير | البواب 44' · هايل 58' · الرواشدة 90+2' |

| عمان                                | 3–1   | سنغافورة   |
| ----------------------------------- | ----- | ---------- |
| الحوسني 19' · سعيد 51' · الحسني 69' | تقرير | شاهريل 78' |

| الأردن          | 2–1   | سوريا      |
| --------------- | ----- | ---------- |
| البواب 24'، 61' | تقرير | خريبين 80' |

### المجموعة ب
| فريق    | لعب | ف | ت | خ | له | عليه | ف.أ | نقاط |
| ------- | --- | - | - | - | -- | ---- | --- | ---- |
| إيران   | 6   | 5 | 1 | 0 | 18 | 5    | +13 | 16   |
| الكويت  | 6   | 2 | 3 | 1 | 10 | 7    | +3  | 9    |
| لبنان   | 6   | 2 | 2 | 2 | 12 | 14   | −2  | 8    |
| تايلاند | 6   | 0 | 0 | 6 | 7  | 21   | −14 | 0    |

|         | إيران | الكويت | لبنان | تايلاند |
| ------- | ----- | ------ | ----- | ------- |
| إيران   | —     | 3–2    | 5–0   | 2–1     |
| الكويت  | 1–1   | —      | 0–0   | 3–1     |
| لبنان   | 1–4   | 1–1    | —     | 5–2     |
| تايلاند | 0–3   | 1–3    | 2–5   | —       |

| إيران                                                         | 5–0   | لبنان |
| ------------------------------------------------------------- | ----- | ----- |
| قوتشان نجاد 26'، 62' · نكونام 45+1' (ركلة.)، 61' (ركلة.)، 80' | تقرير |       |

| تايلاند      | 1–3   | الكويت                                   |
| ------------ | ----- | ---------------------------------------- |
| تشاناتيب 76' | تقرير | تيراتون 25' (ه.ذ.) · فاضل 59' · أمان 65' |

| لبنان                                               | 5–2   | تايلاند          |
| --------------------------------------------------- | ----- | ---------------- |
| شعيتو 6'، 22' · حيدر 31' · معتوق 72' · أونيكا 90+1' | تقرير | تيتيبان 49'، 85' |

| الكويت          | 1–1   | إيران     |
| --------------- | ----- | --------- |
| عوض 76' (ركلة.) | تقرير | شجاعي 45' |

| لبنان    | 1–1   | الكويت   |
| -------- | ----- | -------- |
| غدار 50' | تقرير | ناصر 26' |

| إيران                       | 2–1   | تايلاند     |
| --------------------------- | ----- | ----------- |
| حسيني 67' · قوتشان نجاد 70' | تقرير | تيراسيل 80' |

| تايلاند | 0–3   | إيران                                       |
| ------- | ----- | ------------------------------------------- |
|         | تقرير | دجاغه 28' · قوتشان نجاد 42' · جهانبخش 90+5' |

| الكويت | 0–0   | لبنان |
| ------ | ----- | ----- |
|        | تقرير |       |

| لبنان    | 1–4   | إيران                                                        |
| -------- | ----- | ------------------------------------------------------------ |
| حيدر 79' | تقرير | صادقي 39' · دجاغه 51' · نكونام 55' (ركلة.) · قوتشان نجاد 65' |

| الكويت                          | 3–1   | تايلاند     |
| ------------------------------- | ----- | ----------- |
| ناصر 19'، 71' · عوض 56' (ركلة.) | تقرير | مونغكول 68' |

| إيران                                        | 3–2   | الكويت                |
| -------------------------------------------- | ----- | --------------------- |
| كريمي 2' · فاضل 61' (ه.ذ.) · أنصاريفرد 90+1' | تقرير | علي 18' · الرشيدي 89' |

| تايلاند                          | 2–5   | لبنان                                           |
| -------------------------------- | ----- | ----------------------------------------------- |
| تيراتيب 23' (ركلة.) · أديساك 76' | تقرير | غدار 2' · معتوق 18'، 46' · سعد 45+1' · عنتر 63' |

### المجموعة ج
| فريق      | لعب | ف | ت | خ | له | عليه | ف.أ | نقاط |
| --------- | --- | - | - | - | -- | ---- | --- | ---- |
| السعودية  | 6   | 5 | 1 | 0 | 9  | 3    | +6  | 16   |
| العراق    | 6   | 3 | 0 | 3 | 7  | 6    | +1  | 9    |
| الصين     | 6   | 2 | 2 | 2 | 5  | 6    | −1  | 8    |
| إندونيسيا | 6   | 0 | 1 | 5 | 2  | 8    | −6  | 1    |

|           | الصين | إندونيسيا | العراق | السعودية |
| --------- | ----- | --------- | ------ | -------- |
| الصين     | —     | 1–0       | 1–0    | 0–0      |
| إندونيسيا | 1–1   | —         | 0–2    | 1–2      |
| العراق    | 3–1   | 1–0       | —      | 0–2      |
| السعودية  | 2–1   | 1–0       | 2–1    | —        |

| العراق         | 1–0   | إندونيسيا |
| -------------- | ----- | --------- |
| يونس محمود 66' | تقرير |           |

| السعودية               | 2–1   | الصين        |
| ---------------------- | ----- | ------------ |
| المولد 23' · هزازي 77' | تقرير | جاو شوري 29' |

| الصين          | 1–0   | العراق |
| -------------- | ----- | ------ |
| يو داباو 90+3' | تقرير |        |

| إندونيسيا | 1–2   | السعودية        |
| --------- | ----- | --------------- |
| بواز 5'   | تقرير | السالم 14'، 55' |

| إندونيسيا | 1–1   | الصين     |
| --------- | ----- | --------- |
| بواز 67'  | تقرير | وو شي 36' |

| العراق | 0–2   | السعودية                  |
| ------ | ----- | ------------------------- |
|        | تقرير | هوساوي 34' · الشمراني 78' |

| الصين       | 1–0   | إندونيسيا |
| ----------- | ----- | --------- |
| وو لي 45+1' | تقرير |           |

| السعودية                  | 2–1   | العراق           |
| ------------------------- | ----- | ---------------- |
| الجاسم 18' · الشمراني 60' | تقرير | يونس محمود 45+1' |

| الصين | 0–0   | السعودية |
| ----- | ----- | -------- |
|       | تقرير |          |

| إندونيسيا | 0–2   | العراق                      |
| --------- | ----- | --------------------------- |
|           | تقرير | أحمد 27' · كرار 32' (ركلة.) |

| العراق                          | 3–1   | الصين                 |
| ------------------------------- | ----- | --------------------- |
| يونس محمود 23'، 43' · عدنان 58' | تقرير | جانغ شيجي 73' (ركلة.) |

| السعودية   | 1–0   | إندونيسيا |
| ---------- | ----- | --------- |
| المولد 87' | تقرير |           |

### المجموعة د
| فريق    | لعب | ف | ت | خ | له | عليه | ف.أ | نقاط |
| ------- | --- | - | - | - | -- | ---- | --- | ---- |
| البحرين | 6   | 4 | 2 | 0 | 7  | 1    | +6  | 14   |
| قطر     | 6   | 4 | 1 | 1 | 13 | 2    | +11 | 13   |
| ماليزيا | 6   | 2 | 1 | 3 | 5  | 7    | −2  | 7    |
| اليمن   | 6   | 0 | 0 | 6 | 3  | 18   | −15 | 0    |

|         | البحرين | ماليزيا | قطر | اليمن |
| ------- | ------- | ------- | --- | ----- |
| البحرين | —       | 1–0     | 1–0 | 2–0   |
| ماليزيا | 1–1     | —       | 0–1 | 2–1   |
| قطر     | 0–0     | 1–0     | —   | 6–0   |
| اليمن   | 0–2     | 1–2     | 1–4 | —     |

| اليمن | 0–2   | البحرين               |
| ----- | ----- | --------------------- |
|       | تقرير | عايش 49' · العامر 85' |

| قطر                      | 2–0   | ماليزيا |
| ------------------------ | ----- | ------- |
| إبراهيم 55' · أحمد 90+3' | تقرير |         |

| ماليزيا                         | 2–1   | اليمن       |
| ------------------------------- | ----- | ----------- |
| عظم الدين 27' · خير المهيمن 80' | تقرير | الهاجري 12' |

| البحرين  | 1–0   | قطر |
| -------- | ----- | --- |
| عايش 20' | تقرير |     |

| قطر                                                                 | 6–0   | اليمن |
| ------------------------------------------------------------------- | ----- | ----- |
| إبراهيم 4' (ركلة.)، 61'، 76' · الهيدوس 24' · سوريا 70' · عفيف 90+1' | تقرير |       |

| ماليزيا       | 1–1   | البحرين    |
| ------------- | ----- | ---------- |
| نورشاهرول 70' | تقرير | صالح 45+1' |

| اليمن      | 1–4   | قطر                                       |
| ---------- | ----- | ----------------------------------------- |
| الصاصي 26' | تقرير | سوريا 3' · حسن 32' · كاسولا 54' · جدو 68' |

| البحرين        | 1–0   | ماليزيا |
| -------------- | ----- | ------- |
| عبد اللطيف 72' | تقرير |         |

| ماليزيا | 0–1   | قطر       |
| ------- | ----- | --------- |
|         | تقرير | العلي 65' |

| البحرين              | 2–0   | اليمن |
| -------------------- | ----- | ----- |
| سالمين 2' · عايش 88' | تقرير |       |

| اليمن       | 1–2   | ماليزيا             |
| ----------- | ----- | ------------------- |
| السروري 60' | تقرير | عمري 16' · فكري 77' |

| قطر | 0–0   | البحرين |
| --- | ----- | ------- |
|     | تقرير |         |

### المجموعة ر
| فريق                     | لعب | ف | ت | خ | له | عليه | ف.أ | نقاط |
| ------------------------ | --- | - | - | - | -- | ---- | --- | ---- |
| الإمارات العربية المتحدة | 6   | 5 | 1 | 0 | 18 | 3    | +15 | 16   |
| أوزبكستان                | 6   | 3 | 2 | 1 | 10 | 4    | +6  | 11   |
| هونغ كونغ                | 6   | 1 | 1 | 4 | 2  | 13   | −11 | 4    |
| فيتنام                   | 6   | 1 | 0 | 5 | 5  | 15   | −10 | 3    |

|                          | هونغ كونغ | الإمارات العربية المتحدة | أوزبكستان | فيتنام |
| ------------------------ | --------- | ------------------------ | --------- | ------ |
| هونغ كونغ                | —         | 0–4                      | 0–2       | 1–0    |
| الإمارات العربية المتحدة | 4–0       | —                        | 2–1       | 5–0    |
| أوزبكستان                | 0–0       | 1–1                      | —         | 3–1    |
| فيتنام                   | 3–1       | 1–2                      | 0–3       | —      |

| أوزبكستان | 0–0   | هونغ كونغ |
| --------- | ----- | --------- |
|           | تقرير |           |

| فيتنام          | 1–2   | الإمارات العربية المتحدة      |
| --------------- | ----- | ----------------------------- |
| هوين كوك آن 59' | تقرير | خليل 6' (ركلة.) · الفردان 67' |

| هونغ كونغ       | 1–0   | فيتنام |
| --------------- | ----- | ------ |
| تشان واي هو 87' | تقرير |        |

| الإمارات العربية المتحدة | 2–1   | أوزبكستان   |
| ------------------------ | ----- | ----------- |
| خليل 58' · مبخوت 61'     | تقرير | غادوييف 16' |

| هونغ كونغ | 0–4   | الإمارات العربية المتحدة         |
| --------- | ----- | -------------------------------- |
|           | تقرير | مبخوت 30'، 55'، 90' · عباس 90+5' |

| أوزبكستان                                           | 3–1   | فيتنام                |
| --------------------------------------------------- | ----- | --------------------- |
| رشيدوف 69' · أو فان هوان 74' (ه.ذ.) · سيرغييف 90+2' | تقرير | نغوين ترونغ هوانغ 77' |

| فيتنام | 0–3   | أوزبكستان                             |
| ------ | ----- | ------------------------------------- |
|        | تقرير | شادييف 40' · سيرغييف 46' · رشيدوف 89' |

| الإمارات العربية المتحدة                           | 4–0   | هونغ كونغ |
| -------------------------------------------------- | ----- | --------- |
| صالح 27' · عباس 40' · عبد الرحمن 80' · الحمادي 88' | تقرير |           |

| هونغ كونغ | 0–2   | أوزبكستان               |
| --------- | ----- | ----------------------- |
|           | تقرير | شادييف 84' · أحمدوف 89' |

| الإمارات العربية المتحدة                                  | 5–0   | فيتنام |
| --------------------------------------------------------- | ----- | ------ |
| عباس 19' · مطر 25' · مبخوت 31' · الفردان 37' · خليل 90+2' | تقرير |        |

| أوزبكستان   | 1–1   | الإمارات العربية المتحدة |
| ----------- | ----- | ------------------------ |
| سيرغييف 85' | تقرير | الحمادي 67'              |

| فيتنام                                                      | 3–1   | هونغ كونغ      |
| ----------------------------------------------------------- | ----- | -------------- |
| هوين كوك آن 24' · نغوين آن دويك 68' · نغوين ترونغ هوانغ 83' | تقرير | لو كوان يي 81' |

## روابط خارجية
- الموقع الرسمي
- AFC Asian Cup, the-AFC.com